# 楊伸 (永樂進士)
楊伸（1384年—？），字孟舒，直隸蘇州府常熟縣太平鄉十五都人，明朝政治人物。進士出身。

## 生平
應天府鄉試五十五名。永樂十年（1412年）壬辰科會試三十四名，殿試登進士第二甲第六名。

## 家族
曾祖楊德全。祖父楊彥芳。父亲楊福。